# Gailhan
Gailhan is een gemeente in het Franse departement Gard (regio Occitanie) en telt 148 inwoners (2004). De plaats maakt deel uit van het arrondissement Le Vigan.

## Geografie
De oppervlakte van Gailhan bedraagt 5,6 km², de bevolkingsdichtheid is 26,4 inwoners per km².
De onderstaande kaart toont de ligging van Gailhan met de belangrijkste infrastructuur en aangrenzende gemeenten.

## Demografie
Onderstaande figuur toont het verloop van het inwonertal (bron: INSEE-tellingen).